# Président de la république fédérale de Yougoslavie
Pour un article plus général, voir République fédérale de Yougoslavie.

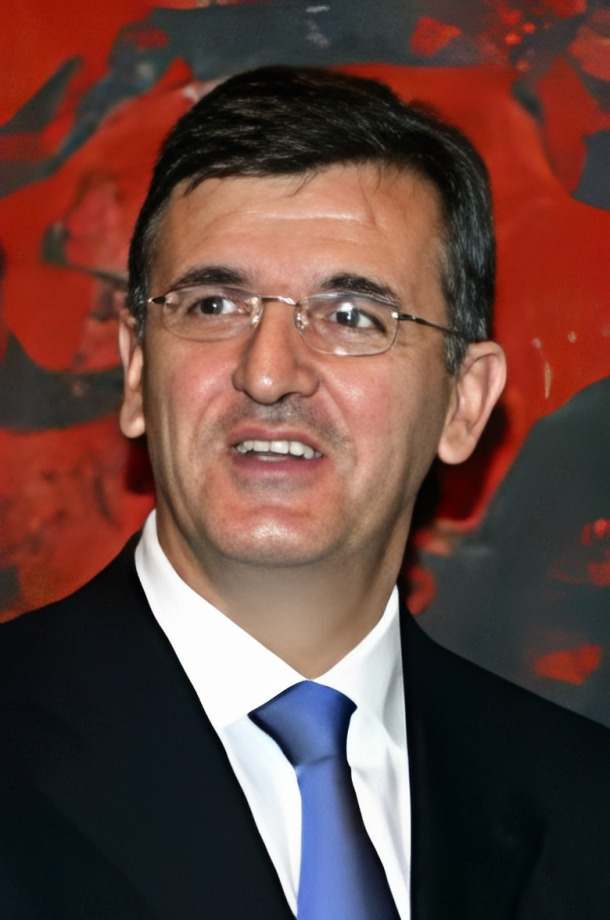
Svetozar Marović, dernier président de la république fédérale de Yougoslavie (2003-2006)

Le président de la république fédérale de Yougoslavie était le chef de l'État de la république fédérale de Yougoslavie avant que celle-ci ne fût renommée Serbie-et-Monténégro.

## Liste
Ici se trouve la liste des quatre présidents de la république fédérale de Yougoslavie (composée de la Serbie et du Monténégro) :
| Nom                            | Mandat                           |
| ------------------------------ | -------------------------------- |
| Dobrica Ćosić (1921-2014)      | 15 juin 1992 - 1er juin 1993     |
| Miloš Radulović (intérim)      | 1er juin - 25 juin 1993          |
| Zoran Lilić (1953-)            | 25 juin 1993 - 15 juillet 1997   |
| Srđa Božović (intérim)         | 15 juillet - 23 juillet 1997     |
| Slobodan Milošević (1941-2006) | 23 juillet 1997 - 6 octobre 2000 |
| Vojislav Koštunica (1944-)     | 6 octobre 2000 - 7 mars 2003     |